# 杜登春
杜登春（？—？），字九高，号让水，一号姜翁。明朝幾社領袖。

## 生平
幾社創始人杜麟徵之子。给事中张王治之婿。順治八年（1651年）拔貢，與夏完淳等組成「西南得朋會」，繼承畿社。杜登春著有《社事始末》，說明當年幾社創立的宗旨為“幾者，絕學有再興之幾，而得知幾其神之義也”，“昌明涇陽之學，振興東林之緒。”。有《童心犯难集》。